# Houndoom
Houndoom (japanski: へルガー, Herugā) jedan je od 1025 fiktivnih vrsta Pokémona iz medijske franšize Pokémon, skupa Pokémon videoigara, animiranih serija, manga stripova, knjiga, igraćih karata i drugih medija kojima je tvorac Satoshi Tajiri. Svrha je Houndooma u videoigrama, animiranoj seriji i manga stripovima, kao i svrha ostalih Pokémona, borba s divljim Pokémonima – neukroćenim stvorenjima koje igrači i likovi pronalaze dok kreću na razne avanture – i pripitomljenim Pokémonima drugih Pokémon trenera. Ime Houndoom kombinacija je engleskih riječi hound, 'pas', i doom, 'propast, uništenje'. Ime Houndoom odnosi se na čitavu vrstu ovog Pokémona, kao i pojedinačne primjerke vrste u Pokémon igrama, animiranoj seriji i manga stripovima.

## Biološke karakteristike
Houndoom nalikuje na psa, podsjećajući na pasminu dobermana, iako se neke njegove karakteristike slažu sa stereotipnim izgledom paklenog psa, čudovišta za kojeg se vjerovalo da muči duše grešnika u Paklu i hrani se njima. Houndoom ima dva duga zavinuta roga na glavi, rep koji završava zašiljenim vrškom, nalik onom kod vraga, i dva koštana prstena oko svakog zgloba. Houndoomovo je krzno crne boje, iako su mu njuška i trbuh crvene boje. Shiny Houndoom ima tamnoplavu boju krzna umjesto crne, što se često zna javiti i kod krzna dobermana nakon što ga se izloži određenim svjetlosnim uvjetima.
Houndoom živi u čoporima, čiji se vođa bira žestokim borbama između članova. Vođa čopora razvije rogove zašiljene lagano prema leđima kako bi pokazao svoj dominantni status. Houndoomovo tijelo ispunjeno je toksinima. Otpušta ih iz svoga tijela u obliku otrovnih plinova (smogova) te je udisanje ovih plinova katkada opasno po život manjih Pokémona. Houndoom je jedan od najstrašnijih grabežljivaca u svijetu Pokémona. Sam zvuk njegova zavijanja dovoljan je da otjera sve Pokémone koji ga čuju u sigurnost njihova gnijezda. Houndoom je posebno poznat po zloglasnom plamenom dahu. Dok većina Vatrenih Pokémona ima sposobnost riganja vatre, Houndoomov plamen ima posebno svojstvo. Zahvaljujući toksinima u njegovom tijelu, opeklina izazvana Houndoomovim plamenom izazvat će neprestanu bol koju je nemoguće ublažiti. Zbog ovoga je Houndoom veoma ozloglašen Pokémon.

## Mogući izvori za lik Houndooma
Mnoge karakteristike Houndooma potječu od crnih psina, mitoloških pasa duhova koji navodno haraju Britanskim otocima i većim dijelom Europe. Crne su psine čuvari starih groblja i blaga koje sadrže. Poznati su po svojim užasnim navikama; uhode ljude, tjerajući ih u njihov teritorij s namjerom da ih prestraše, a zatim ubiju. No, crne psine nisu uvijek zle, jer ih se često smatra duhovima čuvarima mladih žena. 
Još jedan mogući izvor za lik Houndooma jesu Tindalovi psi, užasna među-dimenzijska bića, uobličena u djelima H.P. Lovecrafta i Franka Belknapa Longa. Tindalovi psi zla su bića, rođeni iz kutova svemira. Prolaze kroz vrijeme u potjeri za putnicima, i neće stati dok ne pronađu i unište svoju metu. Tindalovi psi materijaliziraju se iz bilo kojeg kuta manjeg od 120°, i jedina je sigurna zaštita od njih zatvoriti se u potpuno okruglu sobu bez kutova. Moguće je da Houndoomov Lukavi napad (Faint Attack) i Traganje mirisom (Odor Sleuth) potječu od Tindalovih pasa.
Drugi, nešto poznatiji mogući izvor za lik Houndooma bio bi Kerber, mitološki pas iz grčke mitologije koji je čuvao ulaz u podzemni svijet Hada. Još jedan izvor je nordijski pandan Kerbera, Garm, koji je čuvao vrata Hela.

## U videoigrama
U Pokémon Colosseum igri, Houndoom je Shadow Pokémon kojeg se može oteti u Realgam tornju. Inače, Houndooma se ne može naći u divljini. Može ga se razviti iz Houndoura te zbog toga, dostupnost Houndoura izravno diktira dostupnost Houndooma. U Pokémon XD: Gale of Darkness igri, može ga se uhvatiti u jednoj od Cipher jazbina.
Houndoom je veoma popularan Pokémon zahvaljujući svojim statistikama, koje su iznad prosjeka, i znanju moćnih napada. Jedna od njegovih glavnih mana jest nizak Defense status. Houndoomov najčešći set tehnika jest Drobljenje (Crunch), Bacač plamena (Flamethrower), Travnata skrivena moć (Hidden Power Grass) i Potjera (Pursuit), koji su napadački orijentirani. Travnata skrivena moć pokriva Houndomove glavne slabosti na Kamene, Zemljane i Vodene napade. Dobro djeluje na Pokémone dvostrukog tipa poput Swamperta, Quagsirea, Golema i Rhydona, koji bi inače lako pobijedili Houndooma. Još jedan djelotvoran set tehnika sadrži se od Drobljenja, Bacača plamena, Sunčeve zrake (Solar Beam) i Sunčanog dana (Sunny Day). Doduše, nije toliko popularan, jer Houndoomov nizak Defense status ne dopušta mu krug pripreme za Sunčevu zraku. Inače, Sunčani dan doprinosi snazi Sunčeve zrake i Bacača plamena. 
U Pokémon Gold, Silver i Crystal igrama, Houndoom se smatra odličnim izborom za "završnu" borbu protiv Reda, jer s lakoćom može pobijediti Espeona, Venusaura, i odugovlačiti s Charizardom.

## U animiranoj seriji
Houndoom je imao popriličan broj pojavljivanja u Pokémon animiranoj seriji. U epizodi 182 ("Houndoom's Special Delivery"), Houndoom kojeg trener koristi kao kurira, pomaže Mistynom Togepiju nakon što se Togepi izgubi u šumi. Koristio ga je Pokémon lovac u četvrtom Pokémon filmu (Celebi: Voice of the Forest), Harrison u borbi protiv Asha tijekom Silver konferencije za trenere (epizoda 274 – "Johto Photo Finish") i Tim Magma u epizodi 303 ("A Three Team Scheme").

## Kontroverze
Houndoom je poprilično kontroverzan Pokémon, jer ga se često povezivalo sa sotonizmom: Houndoom je karakteriziran kao pseći demon s rogovima i repom sličnim Sotoninim. Isto tako, na ogrlici ima tvorevinu sličnu lubanji. Pokémon fanovi svađaju se oko Houndoomove zlobe, jer se u epizodi 182 pojavio dobrodušni Houndoom, koji je riskirao vlastiti život kako bi spasio Mistynog Togepija. Mnogi drugi Pokémoni veoma su dobroćudni, unatoč zastrašujućem izgledu, poput Aggrona i Granbulla.